# Rubus chrysobotrys
Rubus chrysobotrys är en rosväxtart som beskrevs av Hand.-mazz.. Rubus chrysobotrys ingår i släktet rubusar, och familjen rosväxter. Utöver nominatformen finns också underarten R. c. lobophyllus.